# Simon Frick (Musiker)
Simon Frick (* 1983 in Bludenz) ist ein österreichischer Musiker (Geige, Komposition), der genreübergreifend arbeitet.

## Leben und Wirken
Frick besuchte das Musikgymnasium in Feldkirch. Dann studierte er an der Anton Bruckner Privatuniversität Linz das klassische Konzertfach  mit dem Hauptfach Violine bei Josef Sabaini und Werner Neugebauer sowie „Jazz und Popularmusik“ bei Andreas Schreiber. Bereits im Studium beschäftigte er sich intensiv mit Jazz, Rockmusik, improvisierter und Neuer Musik. Im Verlauf seines Studiums nahm er Unterricht bei Christoph Cech, Peter Madsen, Peter Herbert, Harry Sokal und Allan Praskin.
Frick ist derzeit als Geiger im zeitgenössischen Jazz, im Metal und der Neuen Musik tätig. Bei Tourneen trat er auf Festivalbühnen, in Konzertsälen und Klubs in Nord- und Lateinamerika, Asien und Europa auf. Gemeinsam mit Keyboarder David Helbock nahm er nach zwei Jahren der gemeinsamen Erkundung das Duoalbum Diagonal auf, dass 2011 bei Traumton erschien. Sein Soloalbum Simon Frick Solo, „das sich dem Rock der harten Prägung einmal aus einer anderen Richtung annähert und wegen der überaus ideenreichen musikalischen Umsetzung sein Pulver erfreulicherweise auch nach vielen Durchläufen noch nicht verschossen hat,“ erschien 2014 bei Boomslang Records.
Frick gehörte weiter zu Peter Madsens Seven Sins Ensemble (Gravity of Love, 2012, Never Bet the Devil Your Head, 2018). Mit Studio Dan & Elliott Sharp war er 2013 an dem Album In the Pelagic Zone: Live at Porgy & Bess beteiligt, als Mitglied des Max Brand Ensemble an Michael Mantlers Album Comment c’est. Mit der Bratscherin Judith Reiter, der Cellistin Maria Frodl und dem Kontrabassisten Thomas Stempkowski bildete er das Strinquantet (Auf der Suche nach der Stille, 2016). Jakob Gnigler holte ihn in sein Sextett für das Album Straight On, Downstairs, 2nd Door Left (2018). Mit dem großformatigen Little Rosies Kindergarten veröffentlichte er 2020 das Album Jeder gegen Jeden bei Listen Closely. Mit dem Jazzorchestra von Christoph Cech war er an dessen Album Metrix beteiligt. 
Zudem komponiert und arrangiert Frick für seine eigenen Projekte sowie auch für andere Musiker.